# 克拉斯諾里琴斯凱

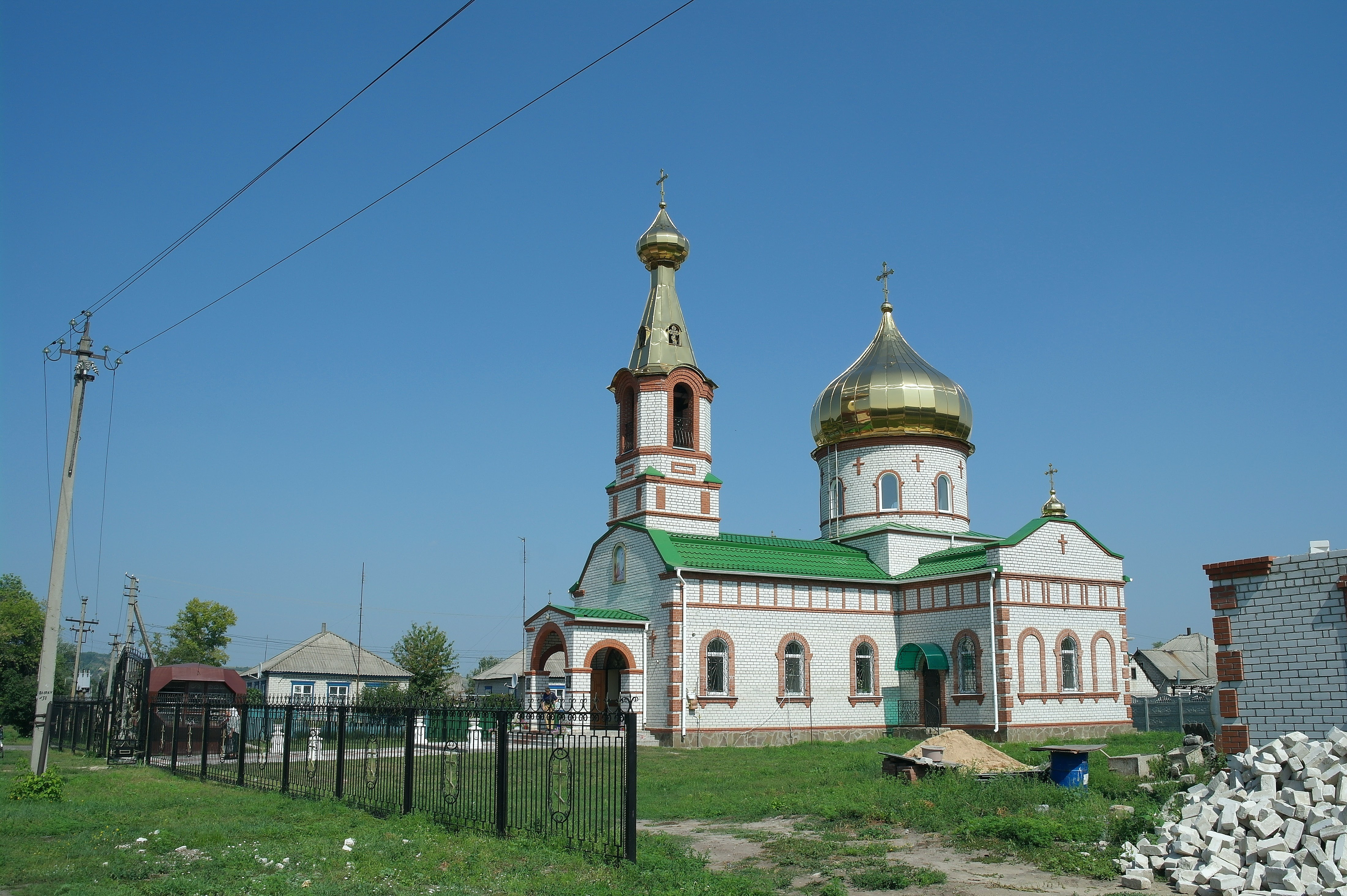
教堂

克拉斯諾里琴斯凱（羅馬化：Krasnorichenske），或按俄语译为克拉斯诺列琴斯科耶（羅馬化：Krasnorechsnskoye，直译：「紅河村」），是烏克蘭東部盧甘斯克州斯瓦托韋區克拉斯諾里琴斯凱市鎮内的市級鎮，及该市镇的行政中心。始建於1701年，面積12.09平方公里，海拔高度75米，2011年人口4,595，人口密度每平方公里380.07人。